# 서인천고등학교
서인천고등학교(西仁川高等學校)는 대한민국 인천광역시 서구 검암동에 있는 사립 고등학교이다.

## 학교 연혁
- 1958년 7월 3일 : 수원 고려중학교 인수
- 1967년 9월 29일 : 정관 변경 인가, 인광학원 인광중학교
- 1984년 2월 25일 : 이사장 홍범식 선생 취임
- 1984년 11월 30일 : 학교법인 정파학원으로 정관 변경 인가
- 1984년 12월 1일 : 신축 교사 30교실 준공
- 1985년 3월 1일 : 초대 교장 이형기 선생 취임
- 1985년 3월 4일 : 신입생 407명 입학 (남 174명, 여 233명)
- 1985년 8월 5일 : 별관 250평 준공(도서실)
- 1985년 9월 30일 : 별관 150평 준공(특별실)
- 1986년 12월 1일 : 본관 증축 500평 (지하 3교실, 지상 12교실)
- 1987년 2월 13일 : 인광중학교 제30회 졸업, 폐교(총 3,018명)
- 1987년 11월 10일 : 생활관 준공(200평)
- 1988년 2월 15일 : 제1회 384명 졸업
- 1990년 10월 10일 : 학생 식당 시설 확장(300석)
- 2000년 10월 15일 : 교내 학내망 Network 시설 준공
- 2001년 2월 22일 : 학생급식소 774.62m2, 본관 5층 27.00m2 증축
- 2002년 9월 23일 : 서일관 준공(지상3층 3,722.85m2)
- 2003년 9월 6일 : 디지털도서관 `서한재` 개관 서일관 1층 259m2, 장서 6,500권
- 2005년 3월 15일 : 다목적실 준공(서일관 4층 증축 대강당 915.75m2, 체육장 499.5m2)
- 2022년 3월 8일 : 제4대 이사장 임보경 선생 취임
- 2023년 9월 1일 : 제8대 한은경 교장 취임
- 2024년 2월 2일 : 제37회 397명 졸업(졸업생 누계 20,475명)
- 2024년 3월 4일 : 2024학년도 제40회 신입생 14학급 412명(남 201명, 여 211명) 입학

## 참고 자료
- 서인천고등학교 - 한국교육학술정보원 학교알리미